# Żółtoliczek
Żółtoliczek (Auriparus flaviceps) – gatunek małego ptaka z rodziny remizów (Remizidae), jedyny przedstawiciel rodzaju Auriparus. Zamieszkuje południe Stanów Zjednoczonych i Meksyk. Nie jest zagrożony.

## Podgatunki i zasięg występowania
Wyróżniono kilka podgatunków A. flaviceps:
- A. flaviceps acaciarum – południowo-zachodnie USA do północnej Kalifornii Dolnej, środkowej Sonory, środkowej Chihuahuy i środkowego Durango (północno-zachodni Meksyk).
- A. flaviceps ornatus – południowo-środkowe USA i północno-wschodni Meksyk.
- A. flaviceps flaviceps  – środkowa Kalifornia Dolna, południowa Sonora i północne Sinaloa (północno-zachodni Meksyk).
- A. flaviceps lamprocephalus – południowa Kalifornia Dolna.
- A. flaviceps sinaloae – północno-zachodnia Sinaloa.
- A. flaviceps hidalgensis – północno-środkowy Meksyk.

## Morfologia
Długość ciała 10–11,5 cm. Mały, szary z wierzchu. Spód ciała jaśniejszy. Głowa samca jaskrawożółta. U samicy jest bardziej matowa. Nadgarstek rdzawy, u samca bardziej jaskrawy. Dziób czarny, ostro zakończony. Młode ptaki brązowoszare, jaśniejsze od spodu, bez żółtych piór na głowie i rdzawej plamy na skrzydłach.

## Ekologia i zachowanie
Osiadły na południowo-zachodnich pustyniach Ameryki Północnej, porośniętych Parkinsonia aculeata, Inga circinalis i kolczastymi krzewami, w nadrzecznych zadrzewieniach.
Żeruje przemykając pośród najcieńszych gałązek, wynajduje owady na spodzie liści. Żywi się też pająkami, nektarem, owocami i materią roślinną.

## Status
IUCN uznaje żółtoliczka za gatunek najmniejszej troski (LC, Least Concern) nieprzerwanie od 1988 (stan w 2020). Organizacja Partners in Flight szacuje liczebność populacji na 7,2 miliona dorosłych osobników. Trend liczebności populacji uznawany jest obecnie za stabilny.